# Callopistria roseitelum
Callopistria roseitelum là một loài bướm đêm trong họ Noctuidae.